# Tereszki (rejon wołkowyski)
Tereszki (biał. Цярэшкі; ros. Терешки) – wieś na Białorusi, w obwodzie grodzieńskim, w rejonie wołkowyskim, w sielsowiecie Subacze.
Dawniej wieś i majątek ziemski. W XIX w. znajdowała się tu kaplica katolicka parafii w Repli. W dwudziestoleciu międzywojennym leżały w Polsce, w województwie białostockim, w powiecie wołkowyskim, w gminie Tereszki (której jednak wbrew nazwie nie były siedzibą).